# Simon Staho
Simon Staho (født 2. juni 1972) er en dansk filminstruktør og manuskriptforfatter. Han debuterede i 1998 med spillefilmen Vildspor med Mads Mikkelsen og Nikolaj Coster-Waldau i hovedrollerne.
I 2002 instruerede han novellefilmen Nu med Mads Mikkelsen og Mikael Persbrandt som et homoseksuelt par. Filmen varer 29 minutter, er i sort-hvid og indeholder kun en enkelt replik, og fastslog således den selvstændige, udfordrende stil, som siden har kendetegnet Simon Staho.
Staho har ofte arbejdet i Sverige, fortrinsvist med Mikael Persbrandt. Persbrandt spillede hovedrollen i Dag og nat (2004) og i Bang Bang Orangutang (2005), der handler om en forretningsmand, hvis liv ændres i et skæbnesvangert sekund, da han kører sin søn ihjel.
I 2007 castede Staho den svenske Noomi Rapace ud fra et pasfoto og gav hende hovedrollen i Daisy Diamond (2007). Filmen indbragte hende både en Bodil og en Robert for Bedste Kvindelige Hovedrolle.
Efter mere end 10 års filmpause fik Stahos spillefilm The Stranger premiere i 2025.

## Karriere
I det svensksprogede utroskabdsdrama Himlens Hjärta (2008) medvirker bl.a. Mikael Persbrandt og Lena Endre. Filmen blev udtaget til Berlin International Film Festival og San Sebastian International Film Festival og vandt prisen for Bedste Mandlige Hovedrolle og Bedste Kvindelige Hovedrolle på Festival du Cinéma Nordique i Rouen. Skuespilleren Maria Lundquist vandt den svenske filmpris Guldbaggen for sin rolle i filmen.
Kärlekens Krigare (2009) - på svensk og optaget i sort/hvid - handler om to unge lesbiske piger, der tvinges til at begå et mord for at redde deres forhold. Filmen blev udtaget til Locarno International Film Festival, samt til filmfestivaler i London, Paris, Hamborg, Kiev og Denver.
I 2011 fik Magi i luften premiere. Filmen - der er på dansk - er et musical-drama om fire unge mennesker og deres nat i storbyen. Filmen blev udtaget til Berlin International Film Festival samt til filmfestivaler i bl.a. Chicago, Milano, Taiwan, Göteborg, Helsinki og i Sydkorea, hvor filmen vandt "Audience Prize" på Seoul International Youth Festival.
Miraklet (2014) - et trekantsdrama med Ulrich Thomsen, Sonja Richter og Peter Plaugborg - vandt prisen for Bedste Mandlige Hovedrolle på Montreal International Film Festival. Filmen blev desuden udtaget til hovedkonkurrencen på Chicago International Film Festival.
Simon Staho blev i 2008 tildelt Ingmar Bergmans Rejselegat af Københavns Universitet med begrundelsen:
"Virtuos formalisme og grum rystende filmkunst: Simon Staho er en af dansk films store unge talenter der dog hovedsagelig har lavet film i Sverige. I Bang Bang Orangutang, Dag og nat, den danske Daisy Diamond og senest Himlens Hjerte skærer han med virtuos formalisme ind til benet i skildringen af mennesket i al dets hjælpeløshed og ubodelige ensomhed. Det er grum og rystende filmkunst - åndsbeslægtet med Ingmar Bergmans."
I 2012 blev Simon Staho tildelt Statens Kunstfonds tre-årige arbejdsstipendium med begrundelsen:
"Gennem en række film har instruktøren Simon Staho med kolossal energi og kompromisløshed udfordret al filmisk vanetænkning. Hvis man ser hans gennembrudsfilm Dag og nat (2003), hvor en hel spillefilm ubesværet og uforglemmeligt udspiller sig på forsædet af en bil, får man en glimrende nøgle til både kraften i Simon Stahos filmsprog og til hans mørke, eksistentielle problematikker. Simon Staho insisterer på filmens særegne væsen, på en uadskillelig sammenvævning af sprog og indhold. Han går helt tæt på sine temaer, og skræller alt overflødigt væk. Dette gør ham meget speciel og meget nødvendig for dansk film."
Simon Staho instruerede i 2014 skuespillet Hjertet Skælver på Aarhus Teater. Stykket er skrevet af dramatikeren Peter Asmussen, som også er medforfatter på mange af Stahos film. Weekendavisen skrev: "Et uovertruffent svar på, hvad teateret kan…Et kolossalt, radikalt monument over medmenneskeligheden i en meningsløs tilværelse…En uleflende, ærlig og springende sondering af livets vilkår…Det benhårde makkerpar, Asmussen og Staho, afbarker mennesket så nådesløst, at det næsten gør ondt. De gør det elegant og poetisk, men aldrig forfalder de til den letkøbte kynisme." Information skrev: "Betagende renselsesperformance...En fascinerende scenekunstnerisk ytring...En kærkommen renselsesinvitation til at komme videre med det, de kalder livet."
Jørgen Leth - fem undersøgelser (2014), instrueret af Simon Staho, består af fem film, der er collager af klip fra Jørgen Leths digte og film skabt gennem mere end 50 år. Filmene, der er lavet af Simon Staho i samarbejde med Jørgen Leth, blev udstillet på galleri Andersen's Contemporary, København og udgivet på dvd af Filmmagasinet Ekko.
Jørgen Leth - Fem Undersøgelser består af: Andy Warhol Eats A Burger (112 min.), Den Hvide Mand (7 min.), Sort Sne (10 min.), I Destroy You With My Machine (14 min.) samt Der Er Ikke Andet End Det Der Er (7 min.)
I 2015 instruerede Simon Staho den Reumert-nominerede forestilling Det Der eR på Husets Teater, med tekst af Peter Asmussen og med Karen-Lise Mynster i hovedrollen. "En af de mest livsbekræftende og smukke forestillinger, jeg kan mindes. Det er en af de reneste og mest fortvivlede, men det er også en af de vigtigste. Sublimt teater.” (Information)
Simon Stahos digtsamling Natten er en kiste af sort ild udkom på forlaget Cris & Guldmann i 2022.
I 2024 udkom den skønlitterære trilogi Sho'ah 1-3 (bestående af Sho'ah 1: Den elementære nat; Sho'ah 2: Natten; Sho'ah 3: Nætternes nat) på forlaget Ptyx Editions. Trilogien består af to digtsamlinger og en hybridroman.
Efter mere end 10 års filmpause fik Stahos spillefilm The Stranger premiere i 2025. Staho havde på det tidspunkt arbejdet på filmen i seks år.

## Filmografi
- Vildspor (1998)
- Nu (2002)
- Dag og nat (Dag och Natt, 2004)
- Bang Bang Orangutang (2005)
- Daisy Diamond (2007)
- Himlens Hjerte (Himlens Hjärta, 2008)
- Kærlighedens Krigere (Kärlekens Krigare, 2009)
- Magi i luften (2011)
- Miraklet (2014)
- Jørgen Leth - fem undersøgelser (2014)
- The Stranger (2025)

## Teater
- Hjertet Skælver (2014, Aarhus Teater)
- Det Der eR (2015, Husets Teater)

## Udgivelser
- Natten er en kiste af sort ild. Cris & Guldmann, 2022. (digte)
- Sho'ah 1: Den elementære nat. Ptyx Editions, 2024. (digte)
- Sho'ah 2: Natten. Ptyx Editions, 2024. (hybridroman)
- Sho'ah 3: Nætternes nat. Ptyx Editions, 2024. (digte)